# Yann Guichard
Yann Guichard (París, 23 de mayo de 1974) es un deportista francés que compitió en vela en la clase Tornado.
Ganó una medalla de bronce en el Campeonato Mundial de Tornado de 2008 y dos medallas en el Campeonato Europeo de Tornado, plata en 2008 y bronce en 2004. Participó en los Juegos Olímpicos de Sídney 2000, ocupando el cuarto lugar en la clase Tornado.

## Palmarés internacional
| \| Campeonato Mundial \| Campeonato Mundial \| Campeonato Mundial \| Campeonato Mundial \| \| Año \| Lugar \| Medalla \| Clase \| \| ------------------ \| ----------------------------------- \| ------------------ \| ------------------ \| \| 2008 \| Auckland (Nueva Zelanda) \| Medalla de bronce \| Tornado \| \| Campeonato Europeo \| \| \| \| \| Año \| Lugar \| Medalla \| Clase \| \| 2004 \| Las Palmas de Gran Canaria (España) \| Medalla de bronce \| Tornado \| \| 2008 \| Salónica (Grecia) \| Medalla de plata \| Tornado \| |                                     |                   |         |
| Campeonato Mundial |                                     |                   |         |
| Año | Lugar                               | Medalla           | Clase   |
| 2008 | Auckland (Nueva Zelanda)            | Medalla de bronce | Tornado |
| Campeonato Europeo |                                     |                   |         |
| Año | Lugar                               | Medalla           | Clase   |
| 2004 | Las Palmas de Gran Canaria (España) | Medalla de bronce | Tornado |
| 2008 | Salónica (Grecia)                   | Medalla de plata  | Tornado |